# Lumbrinerides bidentatus
Lumbrinerides bidentatus är en ringmaskart som beskrevs av Imajima 1985. Lumbrinerides bidentatus ingår i släktet Lumbrinerides och familjen Lumbrineridae. Inga underarter finns listade i Catalogue of Life.